# Regosol

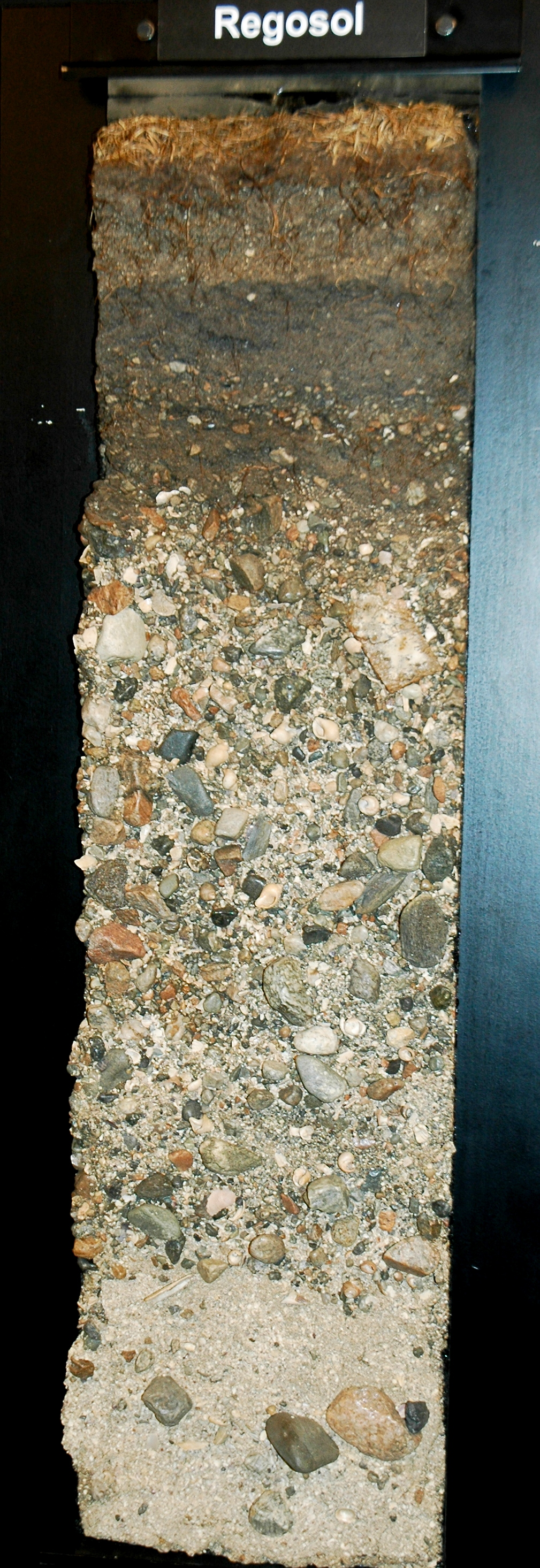
Regosol

Een Regosol (in de World Reference Base for Soil Resources) is zeer zwak ontwikkelde bodem die vooral voorkomt in aride- en semi-aride gebieden en in bergregio's. Internationaal correleren deze bodems met de Entisols in het Amerikaanse systeem (USDA Soil Taxonomy), Rohböden (in Duitsland) en de Sols peu évolués régosoliques d'érosion in de Franse bodemclassificatie.
De groep van de Regosolen is in de praktijk een taxonomische restgroep met alle bodems die niet ondergebracht kunnen worden in een van de andere groepen. Niet tot de Regosols behoren alle zwak ontwikkelde bodems die classificeren als Leptosols (zeer dunne bodems), Arenosols (zandige bodems) of Fluvisols (bodems in recente fluviatiele, lacustrine of marine sedimenten). Regosolen hebben een AC-bodemprofiel. De profiel ontwikkeling is minimaal als gevolg van geringe ouderdom en/of een langzame bodemvorming.

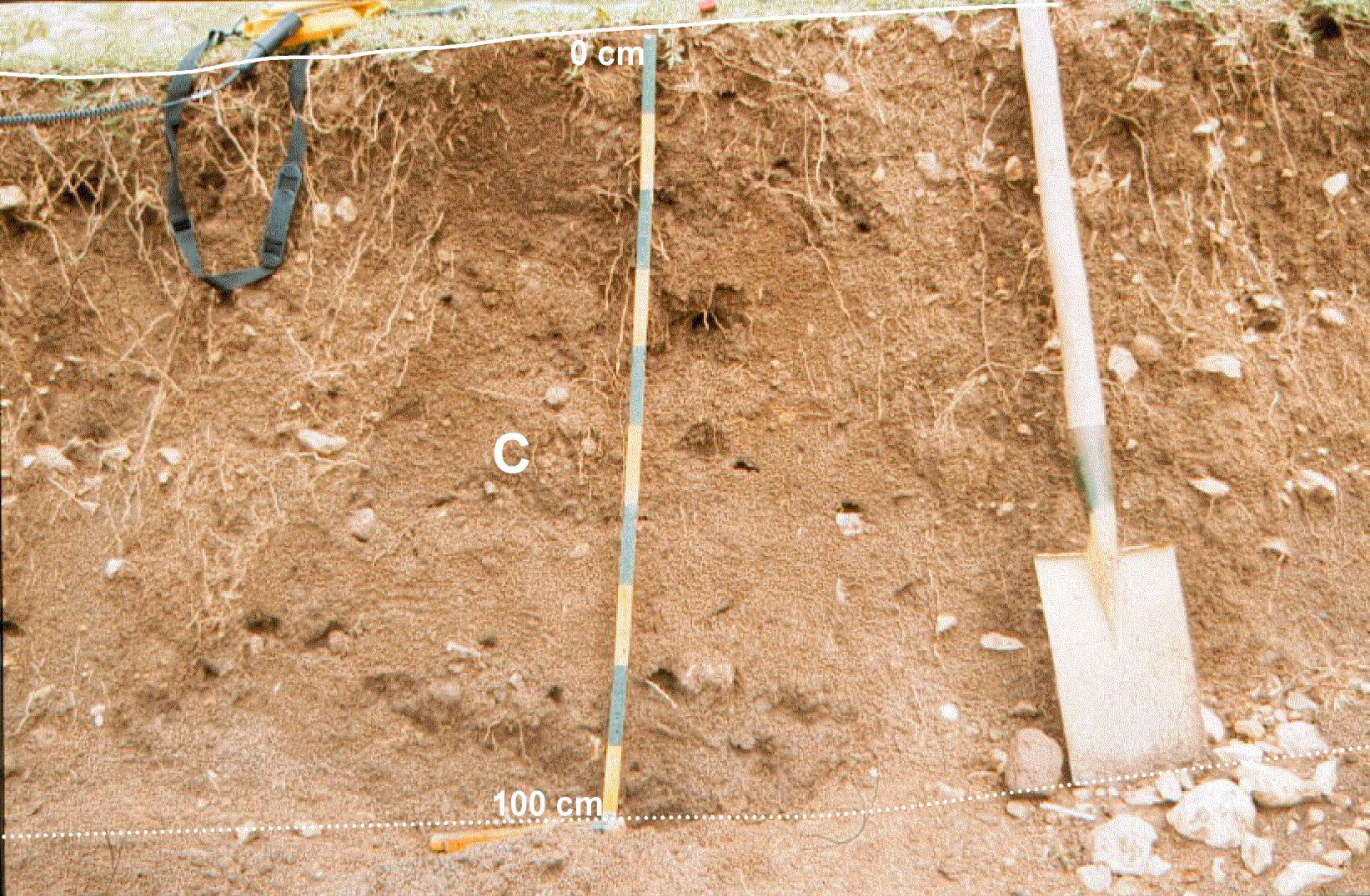
Calcaric Solimovic Regosol (Humic) in May Addi Abagie, Tigray, Ethiopië

Het landgebruik van deze bodems loopt sterk uiteen. Sommige Regosols worden gebruikt voor kapitaal-intensive geïrrigeerde landbouw, maar de belangrijkste landgebruiksvorm is extensieve veeteelt. Regosols in berggebieden staan meestal onder bos.
Regosols komen voor in alle klimaat zones zonder permafrost en op alle hoogtes. Regosols omvatten ongeveer 260 miljoen hectare wereldwijd, voornamelijk in aride gebieden areas in het mid-westen van de Verenigde Staten, Noord-Afrika, het Midden-Oosten en Australië. 50 miljoen hectare komen voor in de droge tropen en 36 miljoen hectare in berggebieden.

## Literatuur

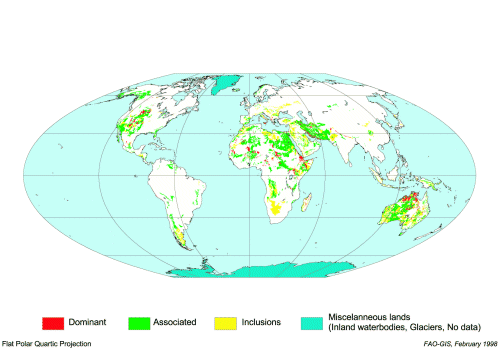
Voorkomen van Regosolen